# Зірікли (Шаранський район)
Зірікли́ (рос. Зириклы, башк. Ерекле) — село у складі Шаранського району Башкортостану, Росія. Адміністративний центр Зіріклинської сільської ради.
Населення — 835 осіб (2010; 914 у 2002).
Національний склад:
- татари — 79 %